# Ureteroscopia
Ureteroscopia é a examinação do trato urinário superior, geralmente realizada por um endoscópio que é passado através da uretra, bexiga urinária e então diretamente no ureter. Este procedimento é útil no diagnóstico e tratamento de doenças urológicas, como as pedras nos rins.
O exame pode ser feito através de um dispositivo de fibra óptica flexível ou rígido, enquanto o paciente estiver sob anestesia geral ou, por vezes, local.